# História de Granada (país)
A história de Granada, no Caribe, parte do arquipélago das Pequenas Antilhas, abrange um período que vai desde os primeiros assentamentos humanos até o estabelecimento do estado-nação contemporâneo de Granada. Primeiramente habitado por povos indígenas, Granada, na época do contato europeu, era habitada pelos caribenhos. Os colonizadores franceses mataram a maioria dos caribes da ilha e estabeleceram plantações na região, além de trazerem escravos africanos para trabalhar nas plantações de açúcar.
O controle da ilha foi disputado pela Grã-Bretanha e pela França no século XVIII, com a vitória dos britânicos. Em 1795, a Rebelião de Fédon, inspirada na Revolução Haitiana, quase foi bem-sucedida, precisando de uma intervenção militar significativa para ser contida. A escravidão foi abolida em 1833 e, em 1885, a capital da ilha, São Jorge, tornou-se a capital das Ilhas Britânicas de Barlavento.
Granada conquistou a independência da Grã-Bretanha em 1974. Após um golpe do Movimento Marxista New Jewel em 1979, a ilha foi invadida por tropas dos Estados Unidos e o governo foi derrubado. A principal cultura da ilha, a noz-moscada, foi significativamente danificada pelo furacão Ivan em 2004.

## História antiga
Há aproximadamente 2 milhões de anos, Granada foi formada por atividade vulcânica, que resultou na formação de solo.
As primeiras evidências possíveis da presença humana em Granada resultam do aumento de partículas de carvão e do declínio do pólen arbóreo das florestas clímax originais, por volta de 3760 - 3 525 a.C., durante a Era Arcaica. Essa evidência permanece controversa, pois pode ser natural (por exemplo, incêndios causados por raios, erupções vulcânicas, etc.). Vários fragmentos de conchas de sítios arqueológicos foram datados de 1700 a 1 380 a.C., mas são de contextos mistos e imprecisos. Mais seguros são os depósitos de conchas em Point Salines, datados entre 765 e 535 a.C. No entanto, nenhuma dessas datas está associada a artefatos definitivamente humanos. Os primeiros artefatos feitos por humanos datados cientificamente são de assentamentos do início da Idade da Cerâmica em Beausejour (260–410) e Pearls (370–645). Apenas um único outro local conhecido (Grand Marquis) também pode ter sido ocupado durante esse período.
A partir de 750, a população ameríndia começou a aumentar, provavelmente em decorrência da migração contínua a partir do continente sul-americano. A maioria dos 87 sítios pré-colombianos identificados em Granada tem um componente durante esse período (750–1200), marcando o auge da população indígena de Granada. Esse período também representa grandes mudanças culturais e ambientais em todo o Caribe. Várias ondas de grupos chegaram na pré-história, geralmente associadas aos idiomas aruaque ou caribenho, mas a reconstrução linguística mostrou que o dialeto caribenho é fragmentário (como um idioma comercial), sendo a família linguística principal o arawak.

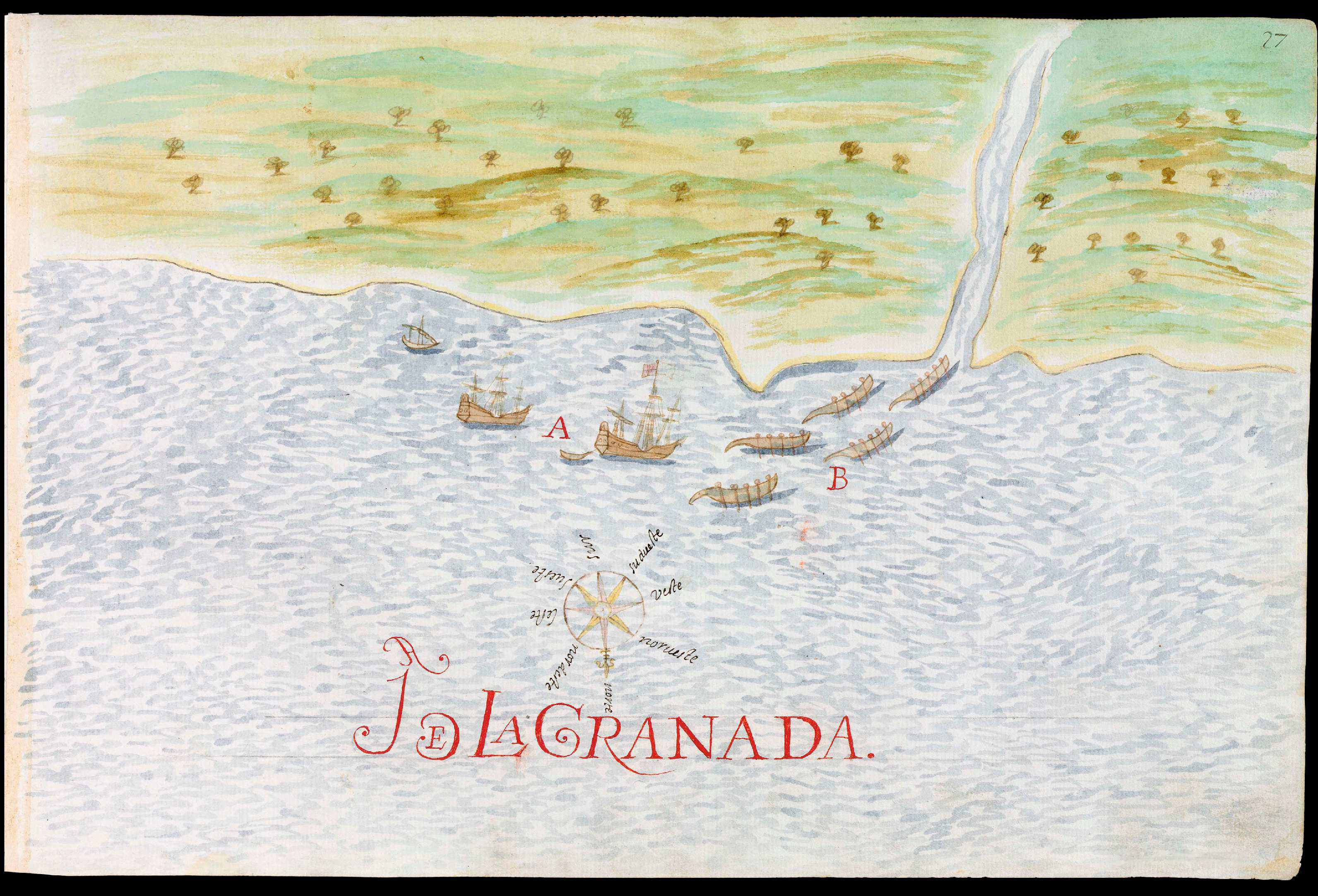
Navios espanhóis e barcos Caribes em Granada, em um relatório de Nicolás de Cardona, 1632

Cristóvão Colombo teria avistado a ilha em sua terceira viagem, em 1498, mas não desembarcou e o nome que deu (“La Concepcion”) nunca foi usado. Na década de 1520, a ilha era conhecida como “La Granada”, em homenagem à cidade recém-conquistada de Granada (e, portanto, as Granadinas eram “Los Granadillos”, ou “pequenas Granadas”). No início do século XVIII, o nome “la Grenade”, em francês, era de uso comum, eventualmente anglicizado para “Grenada”.
Em parte devido à resistência indígena, Granada (e grande parte de Barlavento) permaneceu não colonizada por quase 150 anos após a passagem de Colombo. Quando os franceses finalmente colonizaram Granada em 1649 (veja abaixo), havia pelo menos dois grupos indígenas distintos: “Caraibe” (Caribes) no norte e “Galibis” no sudeste. As evidências sugerem que os “Galibis” eram chegados mais recentemente do continente (por volta de 1250), enquanto o grupo que os franceses chamavam de “Caraibe” vivia em aldeias que haviam sido (em alguns casos) ocupadas continuamente por mais de um milênio, de acordo com evidências arqueológicas. Ou seja, os nomes indígenas eram um pouco invertidos em Granada: as pessoas que os franceses chamavam de “caribes” eram provavelmente descendentes dos primeiros habitantes, enquanto os galibis parecem ter chegado mais recentemente do continente (e, portanto, mais próximos do estereótipo dos caribes).

## Século XVII

### Tentativa de colonização inglesa
Em abril de 1609, três navios ingleses com 208 colonos desembarcaram no que possivelmente era o porto de São Jorge ou em algum lugar próximo. Depois de alguns meses, os três navios partiram para se envolver em comércio ilícito em Trinidad. Ao saberem que a colônia estava em perigo, retornaram a Granada em setembro. Os sobreviventes foram levados a bordo e chegaram à Inglaterra em dezembro. As fontes originais são escassas e não sabemos o que causou o fracasso da colônia ou quantos colonos morreram. As sugestões são doenças tropicais, hostilidade dos nativos, planejamento deficiente, colonos inexperientes, comida estragada e falta de tempo para colher uma safra de alimentos. Isso ocorreu dois anos após a colonização de Jamestown e os defensores de ambas as colônias parecem ter entrado em contato.

### Colonização e conquista francesas
Em 17 de março de 1649, uma expedição francesa de 203 homens da Martinica, liderada por Jacques Dyel du Parquet, que era governador da Martinica em nome da Compagnie des Iles de l'Amerique (Companhia das Ilhas da América) desde 1637, desembarcou no porto de São Jorge e construiu um assentamento fortificado, que chamaram de Fort Annunciation. Um tratado foi rapidamente firmado entre du Parquet e o chefe indígena Kairouane para dividir pacificamente a ilha entre as duas comunidades. Du Parquet retornou à Martinica, deixando seu primo Jean Le Comte como governador de Granada. O conflito eclodiu entre os franceses e os nativos da ilha em novembro de 1649 e a luta durou cinco anos, até 1654, quando a última oposição aos franceses em Granada foi reprimida. Em vez de se render, Kairouane e seus seguidores preferiram se jogar de um penhasco, fato celebrado na poesia de Jan Carew. A ilha continuou, por algum tempo, a sofrer ataques de bandos de canoas de guerra de São Vicente, cujos habitantes haviam ajudado os ilhéus locais de Granada em sua luta e continuaram a se opor aos franceses.

### Administração francesa
Em 27 de setembro de 1650, du Parquet comprou Granada, Martinica e Santa Lúcia da Companhia das Ilhas da América, que foi dissolvida, pelo equivalente a £ 1160. Em 1657, du Parquet vendeu Granada a Jean de Faudoas, conde de Sérillac, pelo equivalente a £ 1.890. Em 1664, o rei Luís XIV comprou os proprietários independentes das ilhas e estabeleceu a Companhia Francesa das Índias Ocidentais. Em 1674, a Companhia Francesa das Índias Ocidentais foi dissolvida. O domínio proprietário terminou em Granada, que se tornou uma colônia francesa na dependência da Martinica. Em 1675, corsários holandeses capturaram Granada, mas um navio de guerra francês chegou inesperadamente e recapturou a ilha.

## Século XVIII

### Colônia francesa
Em 1700, Granada tinha uma população de 257 brancos, 53 pessoas de cor e 525 escravos. Havia três fazendas de açúcar, 52 plantações de índigo, 64 cavalos e 569 cabeças de gado. Entre 1705 e 1710, os franceses construíram o Fort Royal em São Jorge, que hoje é conhecido como Fort George. O colapso das propriedades açucareiras e a introdução do cacau e do café em 1714 incentivaram o desenvolvimento de propriedades menores, e a ilha desenvolveu uma classe de fazendeiros proprietários de terras. Em 1738, foi construído o primeiro hospital.

### Colônia britânica
Granada foi capturada pelos britânicos durante a Guerra dos Sete Anos, em 4 de março de 1762, pelo Comodoro Swanton, sem que um único tiro fosse disparado. Granada foi formalmente cedida à Grã-Bretanha pelo Tratado de Paris em 10 de fevereiro de 1763. Em 1766, a ilha foi abalada por um intenso terremoto. Em 1767, uma revolta de escravos foi reprimida. Em 1771 e novamente em 1775, a cidade de São Jorge, construída somente com madeira, foi totalmente queimada e, depois disso, foi devidamente reconstruída com pedras e tijolos. Sob a administração britânica, muitas propriedades francesas foram compradas por britânicos e foram impostas restrições à igreja católica. Isso causou problemas, pois a maioria das pessoas continuava a falar francês.
A França recapturou Granada entre 2 e 4 de julho de 1779, durante a Guerra da Independência Americana, depois que o Comte d'Estaing invadiu Hospital Hill. Uma força de socorro britânica foi derrotada na Batalha naval de Granada em 6 de julho de 1779. No entanto, a ilha foi devolvida à Grã-Bretanha com o Tratado de Versalhes quatro anos depois, em 3 de setembro de 1783. Em 1784, o primeiro jornal, o Grenada Chronicle, começou a ser publicado.

### Rebelião de Fédon
Julien Fédon, um proprietário mestiço da fazenda Belvedere, na paróquia de Saint John, lançou uma rebelião contra o domínio britânico na noite de 2 de março de 1795, com ataques coordenados às cidades de La Baye e Gouyave. Fédon foi claramente influenciado pelas ideias que surgiram da Revolução Francesa e foi inicialmente apoiado por conselheiros revolucionários franceses. Entre março de 1795 e junho de 1796, Fédon e suas tropas controlaram toda Granada, exceto a paróquia de São Jorge, a sede do governo. Durante esses meses de insurgência, milhares de escravizados se juntaram às forças revolucionárias, sendo que cerca de 7.000 morreram no ataque final contra a fortaleza da montanha em junho de 1796, hoje conhecida como Fedon's Camp. Depois disso, centenas de “arruaceiros” foram perseguidos e executados publicamente, mas o próprio Fédon nunca foi capturado e seu destino permanece desconhecido.

## Século XIX

### Início doséculo XIX
Em 1833, Granada tornou-se parte da Administração Britânica das ilhas de Barlavento e assim permaneceu até 1958. A escravidão operada pelos britânicos foi abolida em 1834, mas os últimos descendentes de africanos escravizados acabaram sendo libertados somente em 1838. A noz-moscada foi introduzida em 1843, quando um navio mercante fez escala a caminho da Inglaterra vindo das Índias Orientais.

### Final doséculo XIX
Em 1857, chegaram os primeiros imigrantes das Índias Orientais. Em 1871, Granada foi conectada ao telégrafo. Em 1872, foi construída a primeira escola secundária. No dia 3 de dezembro de 1877, o modelo de colônia pura da Coroa substituiu o antigo sistema representativo de governo de Granada. Em 3 de dezembro de 1882, o maior cais de madeira já construído em Granada foi inaugurado em Gouyave. No ano de 1885, depois que Barbados deixou as Ilhas Britânicas de Barlavento, a capital da confederação colonial foi transferida de Bridgetown para São Jorge, em Granada. De 1889 a 1894, o túnel Sendall de 340 pés (aprox. 104 m) foi construído para carruagens de cavalos.

## Últimos anos coloniais: 1900-1974

### Início doséculo XX
O censo de 1901 mostrou que a população da colônia era de 63.438 pessoas. Em 1917, T.A. Marryshow fundou a Associação de Governo Representativo (RGA) para defender uma nova e participativa dispensa constitucional para o povo granadino. Em parte como resultado do lobby de Marryshow, a Comissão Wood de 1921-1922 concluiu que Granada estava pronta para uma reforma constitucional na forma de um governo “modificado” da Crown Colony. Essa modificação concedeu aos granadinos, a partir de 1925, o direito de eleger 5 dos 15 membros do Conselho Legislativo, em uma franquia de propriedade restrita que permitia que os 4% mais ricos dos adultos granadinos votassem. Em 1928, foi instalada eletricidade em São Jorge. Em 1943, o Aeroporto Pearls foi inaugurado. Em 5 de agosto de 1944, a escuna Island Queen desapareceu com a perda de todos os 56 passageiros e 11 tripulantes.

### Rumo à independência: 1950-1974
Em 1950, Granada teve sua constituição alterada para aumentar o número de assentos eleitos no Conselho Legislativo de 5 para 8, a serem eleitos por franquia total de adultos na eleição de 1951. Em 1950, Eric Gairy fundou o Grenada United Labour Party, inicialmente como um sindicato, que liderou a greve geral de 1951 por melhores condições de trabalho. Isso provocou grande agitação - tantos prédios foram incendiados que os distúrbios ficaram conhecidos como os dias do “céu vermelho” - e as autoridades britânicas tiveram que chamar reforços militares para recuperar o controle da situação. Em 10 de outubro de 1951, Granada realizou suas primeiras eleições gerais com base no sufrágio universal adulto. O Partido Trabalhista Unido conquistou seis das oito cadeiras eleitas no Conselho Legislativo, tanto nas eleições de 1951 quanto nas de 1954. Entretanto, o Conselho Legislativo tinha poucos poderes nessa época, e o governo continuava totalmente nas mãos das autoridades coloniais.
Em 22 de setembro de 1955, o furacão Janet atingiu Granada, matando 500 pessoas e destruindo 75% das árvores de noz-moscada. Um novo partido político, o Grenada National Party (Partido Nacional de Granada), liderado por Herbert Blaize, disputou as eleições gerais de 1957 e, com a cooperação de membros independentes eleitos, tomou o controle do Conselho Legislativo do Grenada United Labour Party (Partido Trabalhista Unido de Granada). Em 1958, a Administração das Ilhas de Barlavento foi dissolvida e Granada passou a integrar a Federação das Índias Ocidentais.
Em 1960, outra evolução constitucional estabeleceu o cargo de ministro-chefe, tornando o líder do partido majoritário no Conselho Legislativo, que na época era Herbert Blaize, o chefe efetivo do governo. No mês de março de 1961, o Grenada United Labour Party venceu as eleições gerais e George E. D. Clyne tornou-se ministro-chefe até que Eric Gairy foi eleito em uma eleição suplementar e assumiu o cargo em agosto de 1961. Também em 1961, o navio de cruzeiro Bianca C pegou fogo no porto de São Jorge. Todos a bordo foram resgatados, exceto o engenheiro, que sofreu queimaduras fatais. Em abril de 1962, o administrador de Granada, o representante da rainha na ilha, James Lloyd, suspendeu a constituição, dissolveu o Conselho Legislativo e destituiu Gairy do cargo de ministro-chefe, após alegações sobre sua impropriedade financeira. Nas eleições gerais de 1962, o Partido Nacional de Granada obteve a maioria e Herbert Blaize tornou-se ministro-chefe pela segunda vez.
Depois que a Federação das Índias Ocidentais desmoronou em 1962, o governo britânico tentou formar uma pequena federação a partir de suas dependências remanescentes no Caribe Oriental. Após o fracasso dessa segunda tentativa, os britânicos e os ilhéus desenvolveram o conceito de “estado associado”. Com a Lei das Índias Ocidentais de 3 de março de 1967 (também conhecida como Lei do Estado Associado), foi concedida a Granada total autonomia sobre seus assuntos internos. Herbert Blaize foi o primeiro premiê do Estado Associado de Granada, de março a agosto de 1967. Eric Gairy foi o premiê de agosto de 1967 a fevereiro de 1974, quando o Grenada United Labour Party obteve a maioria nas eleições gerais de 1967 e 1972.

## Independência, revolução e invasão dos EUA: 1974 a 1983

### Independência

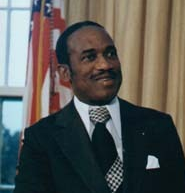
Primeiro-ministro, Eric Gairy

Em 7 de fevereiro de 1974, Granada se tornou um estado totalmente independente. Granada continuou a praticar um sistema parlamentar de Westminster modificado, baseado no modelo britânico, com um governador-geral nomeado pelo monarca britânico (chefe de estado) e representando-o, e um primeiro-ministro que é líder do partido majoritário e chefe de governo. Eric Gairy foi o primeiro primeiro-ministro de Granada independente, servindo de 1974 até sua derrubada em 1979. Gairy foi reeleito na primeira eleição geral de Granada como estado independente, em 1976; no entanto, o Movimento New Jewel, da oposição, recusou-se a reconhecer o resultado, alegando que a pesquisa era fraudulenta, e começou a trabalhar para derrubar o regime de Gairy por meios revolucionários. Em 1976, foi criada a St. George's University.

### Golpe de 1979 e governo revolucionário

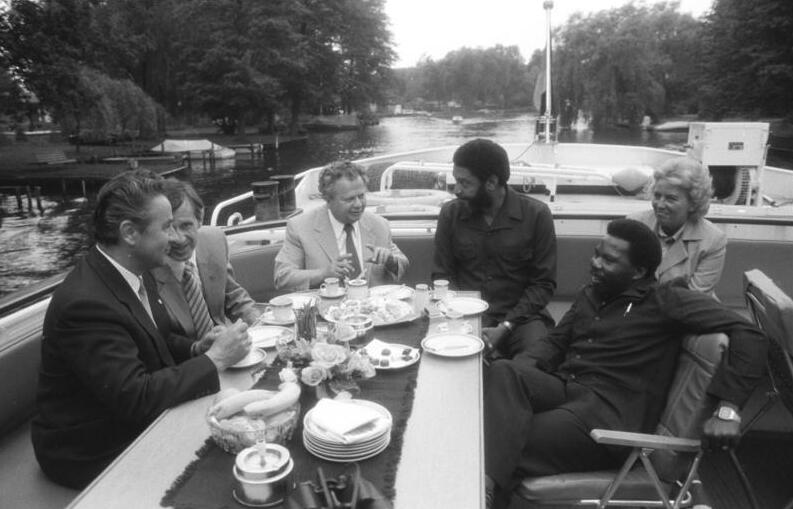
Maurice Bishop visitando Berlim Oriental, Alemanha Oriental, 1982

Em 13 de março de 1979, o New Jewel Movement lançou uma revolução armada que destituiu Gairy, suspendeu a constituição e estabeleceu um Governo Revolucionário Popular (PRG), chefiado por Maurice Bishop, que se declarou primeiro-ministro. Seu governo marxista-leninista estabeleceu laços estreitos com Cuba, Nicarágua e outros países do bloco comunista. Todos os partidos políticos, exceto o New Jewel Movement, foram banidos e nenhuma eleição foi realizada durante os quatro anos de governo do PRG.

### Golpes de 1983
Em 14 de outubro de 1983, uma luta por poder dentro do partido governista de Bishop terminou com sua prisão domiciliar. Seu antigo amigo e rival, o vice-primeiro-ministro Bernard Coard, tornou-se chefe de governo por um breve período. Esse golpe precipitou manifestações em várias partes da ilha, o que acabou levando Bishop a ser libertado da detenção por uma multidão apaixonada de seus leais apoiadores em 19 de outubro de 1983. Bishop foi logo recapturado por soldados granadinos leais à facção de Coard e executado com outras sete pessoas, incluindo três membros do gabinete.
No mesmo dia, os militares de Granada, sob o comando do general Hudson Austin, tomaram o poder em um segundo golpe e formaram um governo militar para administrar o país. Foi declarado um toque de recolher total de quatro dias, no qual qualquer civil fora de casa estava sujeito a execução sumária.

### Invasão

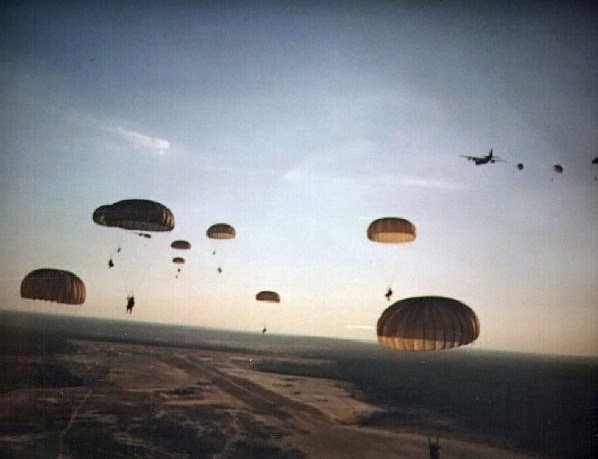
Rangers do Exército dos EUA saltam de paraquedas em Granada durante a Operação Fúria Urgente

Uma força dos EUA e do Caribe invadiu Granada em 25 de outubro de 1983, em uma ação chamada Operação Fúria Urgente, e derrotou rapidamente as forças granadinas e seus aliados cubanos. Durante os combates, 45 granadinos, 25 cubanos e 19 americanos foram mortos. Essa ação foi tomada em resposta a um apelo obtido do governador-geral e a um pedido de assistência da Organização dos Estados do Caribe Oriental, sem consultar o chefe de estado da ilha, a Rainha Elizabeth II, as instituições da Commonwealth ou outros canais diplomáticos habituais (como havia sido feito em Anguila). Além disso, os estrategistas militares do governo dos Estados Unidos temiam que o uso da ilha pelos soviéticos permitisse que a União Soviética projetasse poder tático sobre toda a região do Caribe. Os cidadãos americanos foram evacuados e o governo constitucional foi retomado. Os Estados Unidos concederam US$ 48,4 milhões em assistência econômica a Granada em 1984.
Em 1986, membros do PRG e do PRA foram julgados criminalmente por assassinatos de civis associados ao golpe de 19 de outubro. Quatorze deles, incluindo Coard e sua esposa, Phyllis, foram condenados à morte por ações relacionadas ao assassinato de 11 pessoas, incluindo Maurice Bishop. Três outros réus, todos soldados da PRA, foram condenados pela acusação menor de homicídio culposo e sentenciados a 30 anos ou mais. Os prisioneiros condenados ficaram conhecidos como os 17 de Granada e foram objeto de uma campanha internacional contínua pela sua libertação. Em 1991, todas as sentenças de assassinato foram comutadas para prisão perpétua. Em outubro de 2003, a Anistia Internacional emitiu um relatório que afirmava que o julgamento havia sido uma “violação grosseira dos padrões internacionais que regem a imparcialidade dos julgamentos”. Em 2009, os últimos sete prisioneiros foram libertados após cumprirem 26 ano de prisão.

## Democracia restaurada: 1983 até os dias atuais

### Política pós-invasão
Quando as tropas dos EUA se retiraram de Granada, em dezembro de 1983, Nicholas Braithwaite foi nomeado primeiro-ministro de um governo interino pelo governador-geral Sir Paul Scoon até que eleições fossem organizadas.
Em 28 de outubro de 1984, o novo Aeroporto Internacional de Point Salines foi inaugurado, permitindo que Granada recebesse aeronaves comerciais de grande porte pela primeira vez.
As primeiras eleições democráticas desde 1976 foram realizadas em dezembro de 1984 e vencidas pelo Partido Nacional de Granada, liderado por Herbert Blaize, que conquistou 14 das 15 cadeiras nas eleições e foi primeiro-ministro até sua morte em dezembro de 1989. O New National Party (NNP) continuou no poder até 1989, mas com uma maioria reduzida. Cinco membros parlamentares do GNP, incluindo dois ministros, deixaram o partido em 1986-87 e formaram o National Democratic Congress (NDC), que se tornou a oposição oficial. Em agosto de 1989, o primeiro-ministro Blaize rompeu com o GNP para formar outro novo partido, o The National Party (TNP), a partir das fileiras do NNP. Essa divisão no NNP resultou na formação de um governo minoritário até as eleições constitucionalmente programadas para março de 1990. O primeiro-ministro Blaize faleceu em dezembro de 1989 e foi sucedido por Ben Jones até depois das eleições de 1990.
O Congresso Democrático Nacional emergiu das eleições de 1990 como o partido mais forte, conquistando 7 das 15 cadeiras disponíveis. Nicholas Brathwaite acrescentou 2 membros do TNP e 1 membro do Grenada United Labor Party (GULP) para criar uma coalizão majoritária de 10 assentos. O governador geral o nomeou primeiro-ministro pela segunda vez. Braithwaite renunciou em fevereiro de 1995 e foi sucedido como primeiro-ministro por George Brizan, que ocupou o cargo até as eleições de junho de 1995.
Nas eleições parlamentares de 20 de junho de 1995, o NNP conquistou 8 das 15 cadeiras e formou um governo chefiado por Keith Mitchell. O NNP manteve e confirmou seu domínio do poder quando conquistou todas as 15 cadeiras parlamentares nas eleições de janeiro de 1999. Mitchell venceu as eleições de 2003 com uma maioria reduzida de oito das 15 cadeiras e atuou como primeiro-ministro por um período recorde de 13 anos, até sua derrota em 2008.
O censo de 2001 mostrou que a população de Granada era de 100 895 habitantes.
A eleição de 2008 foi vencida pelo Congresso Nacional Democrático, liderado por Tillman Thomas, com 11 das 15 cadeiras.
Em 2009, o Aeroporto Internacional de Point Salines foi renomeado para Aeroporto Internacional Maurice Bishop em homenagem ao ex-primeiro-ministro.

#### A partir de 2013
Em fevereiro de 2013, o Congresso Nacional Democrático (NDC), no poder, perdeu a eleição. O Novo Partido Nacionalista (NNP), da oposição, conquistou todas as 15 cadeiras nas eleições gerais. Keith Mitchell, líder do NNP, que havia sido primeiro-ministro por três mandatos entre 1995 e 2008, voltou ao poder.
Em dezembro de 2014, Granada aderiu à Aliança Bolivariana para os Povos da Nossa América (ALBA) como membro pleno. O primeiro-ministro Mitchell disse que a adesão foi uma extensão natural da cooperação que Granada manteve ao longo dos anos com Cuba e Venezuela.
Mitchell levou o NNP a conquistar todas as 15 cadeiras da Câmara dos Deputados em 3 ocasiões. Em novembro de 2021, o primeiro-ministro Keith Mitchell disse que as próximas eleições gerais, constitucionalmente previstas para até junho de 2023, seriam suas últimas.
Em junho de 2022, o Congresso Democrático Nacional (NDC), da oposição, venceu as eleições antecipadas. O NDC conquistou nove das 15 cadeiras parlamentares. O seu líder, Dickon Mitchell, tornou-se o novo primeiro-ministro, o que significa que Keith Mitchell, o primeiro-ministro mais antigo de Granada, perdeu seu cargo.

### Comissão de verdade e reconciliação
Em 2000-02, grande parte da controvérsia do final da década de 1970 e início da década de 1980 foi novamente trazida à atenção do público com a abertura da comissão de verdade e reconciliação. A comissão foi presidida por um sacerdote católico, o Padre Mark Haynes, e foi encarregada de revelar as injustiças decorrentes do PRA, do regime de Bishop e de outros anteriores. Ela realizou várias audiências em todo o país. A comissão foi formada devido a um projeto escolar. O irmão Robert Fanovich, diretor do Presentation Brothers' College (PBC) em St. George's, encarregou alguns de seus alunos do último ano de realizar um projeto de pesquisa sobre a época e, especificamente, sobre o fato de o corpo de Maurice Bishop nunca ter sido encontrado. O projeto deles atraiu muita atenção, inclusive do Miami Herald, e o relatório final foi publicado em um livro escrito pelos rapazes chamado Big Sky, Little Bullet. Este relatório também revelou que ainda havia muito ressentimento na sociedade granadina em decorrência daquela época e um sentimento de que havia muitas injustiças ainda não sanadas. A comissão começou logo depois que os jovens concluíram seu projeto.

### Furacão Ivan
Em 7 de setembro de 2004, Granada foi atingida diretamente pelo furacão Ivan, de categoria quatro. O furacão destruiu cerca de 85% das estruturas da ilha, incluindo a prisão e a residência do primeiro-ministro, matou trinta e nove pessoas e destruiu a parte maior da safra de noz-moscada, o principal pilar da economia de Granada. Esta sofreu um recesso de vários anos devido ao impacto do furacão Ivan. O furacão Emily devastou o extremo norte da ilha em junho de 2005.